# Suzanne Osten
Carlota Suzanne Osten (ur. 20 czerwca 1944 w Sztokholmie, zm. 29 października 2024) – szwedzka reżyserka filmowa i scenarzystka. Na 22. rozdaniu Złotych Żuków w 1987 roku zdobyła nagrodę dla najlepszego reżysera za film Bracia Mozart.

## Wybrana filmografia
- Mamma (1982)
- Bracia Mozart (Bröderna Mozart, 1986)
- Livsfarlig film (1988)
- Anioł stróż (Skyddsängeln) (1990)
- Tala! Det är så mörkt (1993)